# Hullabaloo (película)
Hullabaloo  es una película de animación 2D estadounidense de estilo steampunk producida por un grupo independiente de artistas estadounidenses. El proyecto comenzó con una recaudación de dinero a través de crowd funding en la plataforma Indiegogo. Su estreno está programado para julio de 2015.

## Trama
Hullabaloo narra la historia de Veronica Daring, una joven y brillante científica que vuelve a casa tras terminar sus estudios y descubre que su padre, el excéntrico inventor Jonathan Daring, ha desaparecido. La única pista que tiene conduce a Veronica a Daring Adventures, un parque de atracciones abandonado usado por su padre para probar sus fantásticos inventos. Allí ella descubre una extraña joven llamada Jules, también inventora, que decide ayudar a Veronica a encontrar a su padre y descubrir los secretos de su trabajo.
Juntas, Veronica y Jules descubren que Jonathan Daring ha sido secuestrado por un misterioso grupo de personas influyentes, que buscan usar su última invención para malvados propósitos. Estos villanos son ricos e influyentes por lo que ninguna de las dos jóvenes podrán hacerles frente públicamente. Decidida a salvar a su padre, y manteniéndose fiel al dicho familiar de que la tecnología debería ser usada solo para el bien de todos y no para el de unos pocos, Veronica asumirá una identidad secreta: "Hullabaloo", quien usando su inteligencia y la ciencia combatirá el mal y se opondrá a los malvados conspiradores que se han llevado a su padre.

## Campaña
La campaña en Indiegogo comenzó el 27 de agosto del 2014 y finalizó el 1 de octubre del 2014. En un principio la campaña pedía $80,000 pero acabó recaudando $470,726 gracias a casi 11000 donantes, alcanzando el 300% de su presupuesto en menos de dos semanas. 
Dentro de su campaña proporcionan un video de YouTube en el que explica los detalles de su campaña. En ellos crítica que los grandes estudios como Disney y Pixar hayan abandonado la animación 2D y habla de su película como el renacer de la animación 2D en Estados Unidos